# Vals en la bemoll major, op. 64, núm. 3 (Chopin)

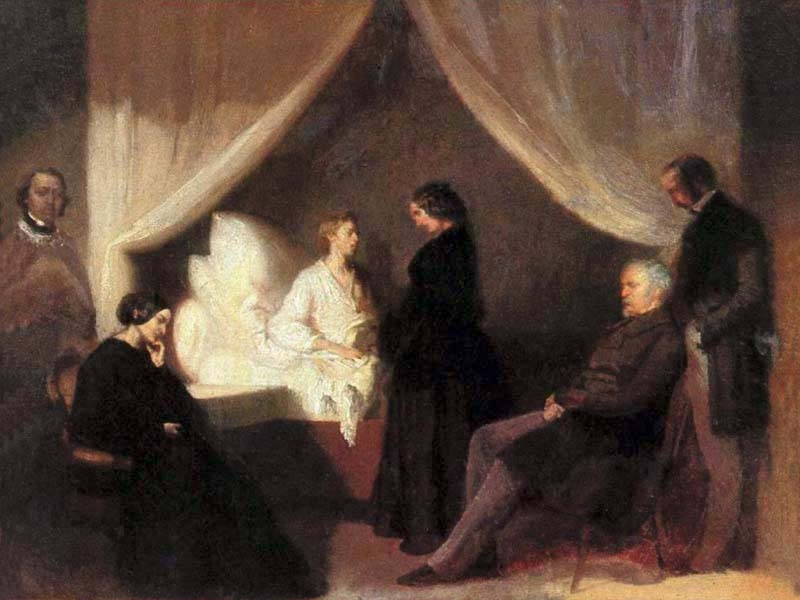
Chopin en el llit de mort, de Teofil Kwiatkowski, 1849, encarregat per Jane Stirling.

El Vals en la bemoll major, op. 64, núm. 3, és el tercer dels tres Valsos op. 64 de Frédéric Chopin; el més conegut dels tres és el núm. 1, el Vals del minut. Aquest vals en la bemoll major fou el darrer que es publicà en vida de Chopin, l'any 1847. El va dedicar a la comtessa Katarzyna Branicka. Tot i ser la bemoll major la tonalitat principal, compta amb una secció central en do major.